# Contribuição Provisória sobre Movimentação Financeira
A Contribuição Provisória sobre a Movimentação ou Transmissão de Valores e de Créditos e Direitos de Natureza Financeira (simplificada como Contribuição Provisória sobre Movimentação Financeira - CPMF) foi um tributo brasileiro. Sua esfera de aplicação foi federal e foi aplicada de 1997 a 2007. Sua última taxa foi de 0,38%.

## História
A Contribuição Provisória sobre Movimentação Financeira (CPMF) substituiu o Imposto Provisório sobre Movimentação Financeira (IPMF), que havia sido criado em 13 de julho de 1993, durante o governo de Itamar Franco, cujo ministro da Fazenda era Fernando Henrique Cardoso. O IPMF vigorou de 1º de janeiro de 1994 até 31 de dezembro de 1994, durante a implementação do Plano Unidade Valor de Referência (U.V.R.). Tinha uma alíquota de 0,25% que incidia sobre os débitos lançados nas contas mantidas pelas instituições financeiras e transações gerais da economia. Inicialmente, pretendia-se que viesse a substituir o Imposto de Renda, uma vez que é um instrumento que atinge as chamadas "Grandes Fortunas Constitucionais". Mostrou-se mais eficaz que o Imposto de Renda, pois gerava muito mais recursos.
Em 1996, já no exercício de Fernando Henrique Cardoso como presidente, foi instituída a CPMF, que passou a vigorar em 23 de janeiro de 1997, com base na Lei nº 9.311, de 24 de outubro de 1996.  A contribuição provisória foi extinta em 23 de janeiro de 1999, tendo sido substituída pelo IOF até seu restabelecimento em 17 de junho de 1999. A alíquota, que era originalmente de 0,25%, foi elevada na época de seu restabelecimento para 0,38%. Em 17 de junho de 2000 foi reduzida para 0,30% e em 19 de março de 2001 novamente elevada para 0,38%.  A proposta de prorrogação da contribuição foi rejeitada pelo senado em dezembro de 2007.
Diferentemente do IPMF, a CPMF era uma contribuição destinada especificamente ao custeio da Saúde Pública, da Previdência Social e do Fundo de Combate e Erradicação da Pobreza. No começo, pelo artigo 18 da Lei nº 9.311 de outubro de 1996, a totalidade da arrecadação era destinada ao Fundo Nacional de Saúde. A partir de 1999, com a Emenda Constitucional 21, a CPMF passou a destinar parte de seus recursos à Previdência Social e à erradicação da pobreza. No final de sua vigência, a Previdência Social e a erradicação da pobreza recebiam aproximadamente 26% e 21% da arrecadação, respectivamente.
Na madrugada do dia 13 de dezembro de 2007, o Senado rejeitou a proposta de prorrogação da CPMF até 2011, com 45 votos a favor do tributo e 34 contra (não houve abstenções). Para ter sido aprovada, a proposta precisaria ter passado em dois turnos, com ao menos 49 votos favoráveis em cada um. O Senado também rejeitou todas as ofertas do governo de modificação da CPMF. Entre elas, houve propostas para reduzir a alíquota, o período e a destinação do tributo. A última proposta do Palácio do Planalto era de renovar a CPMF com uma alíquota de 0,25% somente até 2010 com destino integral à saúde pública [carece de fontes?].
A vigência da CPMF terminou no dia 31 de dezembro de 2007. A lista da última votação indica que a rejeição se deu em razão de defecções na base de apoio ao governo (2 membros do partido – PMDB), que tinha apenas em teoria os votos suficientes para aprovar a emenda. Os senadores oposicionistas (membros dos partidos DEM e PSDB) votaram de modo unânime pela rejeição da matéria.

### Nova tentativa de recriação
No dia 28 de maio de 2008, o bloco governista fechou uma proposta de recriar o tributo sob o nome de Contribuição Social para a Saúde (CSS), através do substitutivo feito pelo deputado federal Pepe Vargas (PT-RS) ao Projeto de Lei Complementar nº 306/2008, de autoria do senador Tião Viana (PT-AC).  Diferentemente da CPMF, que era cobrada indistintamente, seria isento da cobrança da CSS quem receber um salário de até R$ 3.038,00. A alíquota seria de 0,1% sobre o movimento financeiro e começaria a ser cobrada a partir de janeiro de 2009. Em 11 de junho de 2008, a Câmara dos Deputados aprovou a PLC por 259 votos a favor, diante de 159 votos contra e de 2 abstenções, de modo que a proposta foi aprovada com apenas 2 votos a mais que o necessário (257). O projeto será encaminhado ao Senado para ser analisado por 3 comissões e submetido para votação.

### Proposta de retorno em 2011
Depois que Dilma Rousseff (PT) foi eleita para presidente em 31 de outubro de 2010, o então presidente Lula (PT) defendeu no dia 3 de novembro, a volta do tributo a partir de 2011, primeiro ano do novo mandato presidencial. No dia 4 de novembro, todos os governadores do PSB, que apoiaram Lula e a eleição de Dilma, defenderam a volta do tributo, fosse a CPMF ou com o nome de CSS (Contribuição Social para a Saúde), inclusive recebendo apoio do governador reeleito de Minas Gerais, Antonio Anastasia, do opositor PSDB. Lula e Dilma haviam manifestado interesse, em 2010, de recriar o imposto para 2011, por conta da diminuição da bancada da oposição no Senado e Câmara. O pedido repercutiu no Senado, onde o presidente José Sarney admitiu que o Congresso possa recriar o imposto, manifestando-se em favor dessa decisão.
O anúncio da recriação recebeu fortes críticas do presidente da Ordem dos Advogados do Brasil (OAB), Ophir Cavalcante, alegando que a carga tributária já é extremamente excessiva: "Jogar novamente no colo da sociedade a responsabilidade pela saúde, enquanto a máquina pública só aumenta seu gigantismo, é preocupante. A OAB vê com extrema preocupação essa proposta que está sendo introduzida na pauta política do país." e do presidente da Fiesp e do Ciesp (Federação e Centro das Indústrias do Estado de São Paulo), Paulo Skaf: "A nossa posição é conhecida, somos contrários à criação e/ou aumento de qualquer imposto. A sociedade brasileira não aceita elevação da carga tributária. Ao contrário, quer a sua redução e o constante aumento de qualidade nos serviços públicos.".

### Proposta de retorno em 2015
Durante o segundo mandato de Dilma Rousseff, a CPMF foi apresentada novamente pelo governo como a melhor forma de recuperar a economia, que se encontrava abalada pela crise econômica de 2014. A FIESP reagiu, iniciando uma campanha de nome Não Vou Pagar o Pato, contra a volta do imposto e também contra o aumento de impostos em geral.  Posteriormente, a FIESP passou a usar o pato como símbolo da campanha pelo processo de impeachment da presidente.

### Possibilidade de retorno em 2020
O Governo do presidente Jair Bolsonaro, através do ministro da Economia Paulo Guedes, tentou ressuscitar a CPMF visando a tributação das transações financeiras realizadas de forma eletrônica. Atingindo assim pagamentos efetuados via aplicativos, transações bancárias financeiras, dentre outros, as alíquotas estudadas começam em 0,2% e podem ir até 0,4% de cada pagamento efetuado.
O presidente teria dado aval para a criação da nova CPMF. Uma das alegações do ministro da Economia seria a utilização da CPMF para reduzir outros impostos. Não obstante, o Presidente da Câmara dos Deputados, Rodrigo Maia (DEM), manifestou-se contrário à proposta.
O Governo planejava integrar o imposto na proposta da reforma da previdência, intitulando-o como "Imposto sobre Transações Financeiras" (ITF), para afastar a "má fama" existente da CPMF.
O economista Marcos Lisboa tem sido um dos mais críticos do retorno do imposto: "Progressivamente os países foram abandonando [a CPMF]. Hoje pouca gente usa e quando usa é uma alíquota muito baixa… o único país que tem uma alíquota relevante de CPMF é a Venezuela, não me parece que é um bom exemplo".
Diante da intensa resistência dos membros do legislativo, o governo, reconhecendo a falta de apoio necessário para a aprovação, optou por recuar e engavetar a proposta, entendendo que seria inviável avançar com ela naquele momento.

## Discussão teórica
Tributos como a CPMF e a IPMF são conhecidos como Impostos de Transações Financeiras (ITF) e existem em basicamente dois tipos: impostos sobre transações nos mercados de câmbio, conhecidos como impostos de Tobin, e sobre transações em mercados de títulos. O primeiro ITF foi instituído na Inglaterra em 1936, elaborado em reação à Grande Depressão. Esse imposto, defendido pelo economista J.M. Keynes, visava a desincentivar a especulação das bolsas de valores. A ideia era de apresentar um custo monetário contra a rápida compra e venda de ações nas bolsas de valores. O imposto de Tobin segue o mesmo princípio e visa a desincentivar a especulação a curto prazo no câmbio. ITFs foram implementados em vários países desde 1936, entre eles Argentina, Estados Unidos, Reino Unido, Suécia, Brasil, Colômbia, Peru e Venezuela. A maioria dos ITFs tinha caráter temporário, com alíquota entre 0,10% e 0,25% do valor da transação.
O efeito mais aceitado de impostos ITF é o de estabilizar mercados turbulentos. Esse efeito foi demonstrado pela experiência internacional com uma variedade de sucessos. No Brasil, a CPMF também era apontada, pelo governo Lula, como uma ferramenta importante contra a sonegação de impostos. A ideia é de que a receita federal pode cruzar informações dos pagamentos de impostos da CPMF, realizados por bancos, com valores declarados por empresas e indivíduos. Por outro lado, críticos alegam que ITFs tendem a diminuir a quantidade de dinheiro líquido em um mercado financeiro, podendo curvar o crescimento econômico natural de um país. No Brasil, a CPMF era muito criticada pelo efeito cumulativo em cima do preço final de produtos manufaturados de alta complexidade, pois estes precisam de várias movimentações financeiras intermediárias até chegar ao produto final. O imposto era cobrado em cada etapa.
Além das críticas baseadas em teoria econômica, muitos críticos, em geral partidários de uma ideologia mais à direita, questionam a real destinação dos recursos arrecadados pela CPMF, tendo em vista a situação precária em que se encontram alguns hospitais públicos e o atendimento a pacientes, bem como a transferência dos recursos da CPMF ao financiamento de programas sociais, como o Bolsa Família. Já partidários do governo e adeptos de uma ideologia social-democrata costumam argumentar que investir no combate à desnutrição infantil e em saneamento básico, através de programas sociais, é uma forma de diminuir os problemas na área da saúde no longo prazo. Essa argumentação foi bastante defendida pelo presidente Lula durante a campanha presidencial de 2006, sem citar especificamente a CPMF.
A CPMF é um imposto de baixa sonegação e com custo de arrecadação e fiscalização praticamente nulo. Ele era cobrado de forma igual entre pobres e ricos tendo uma alíquota aplicada a cada transação bancária e seu custo inclusive sendo repassado pelo comerciante ao consumidor final. Por ele ser aplicado indiscriminadamente em todas as operações bancárias, ele reduz os investimentos (aumenta os custos para investir), afeta sobremaneira as relações comerciais (cada movimentação do produto na cadeia produtiva deve pagar o imposto) e, principalmente, o assalariado haja vista que recebe seu salário mas na hora de sacar deve pagar o imposto.

## Funcionamento

### Base de cálculo
Qualquer operação que represente circulação escritural ou física de moeda, e de que resulte ou não transferência da titularidade dos mesmos valores, créditos e direitos. Ex: o lançamento a débito, por instituição financeira, em contas correntes de depósito, em contas correntes de empréstimo, em contas de depósito de poupança, de depósito judicial, o lançamento a crédito, por instituição financeira, em contas correntes que apresentem saldo negativo, etc. Uma simples transferência da conta corrente para conta da poupança (até no mesmo banco) implica um custo de 0,38 % do valor transferido, embora historicamente os bancos tenham arcado com essa alíquota, de forma a incentivar a continuidade do investimento em caderneta de poupança. O resgate da poupança era isento de CPMF, uma vez que o saque na conta-corrente já seria tributado.

### Período de pagamento
Inicialmente, o pagamento ou a retenção e o recolhimento da contribuição eram efetuados no mínimo uma vez por semana. A partir de março de 2006 a CPMF passou a ser cobrada somente três vezes por mês. O valor da CPMF acumulada é calculado a cada dez dias, e cobrada dois dias depois.